# Caryota
Genre
Classification phylogénétique
Synonymes
- Schunda-pana Adans.         (1763)
- Thuessinkia Korth. ex Miq. (1855), nom. illeg. [2]

Caryota est un genre de plantes de la famille des Arecaceae (les palmiers).
Parmi les palmiers appartenant au genre Caryota, le palmier céleri  (Caryota mitis) est un palmier originaire d'Indonésie. L'ensemble des Caryota sont également appelés Palmiers queue-de-poisson.

## Description

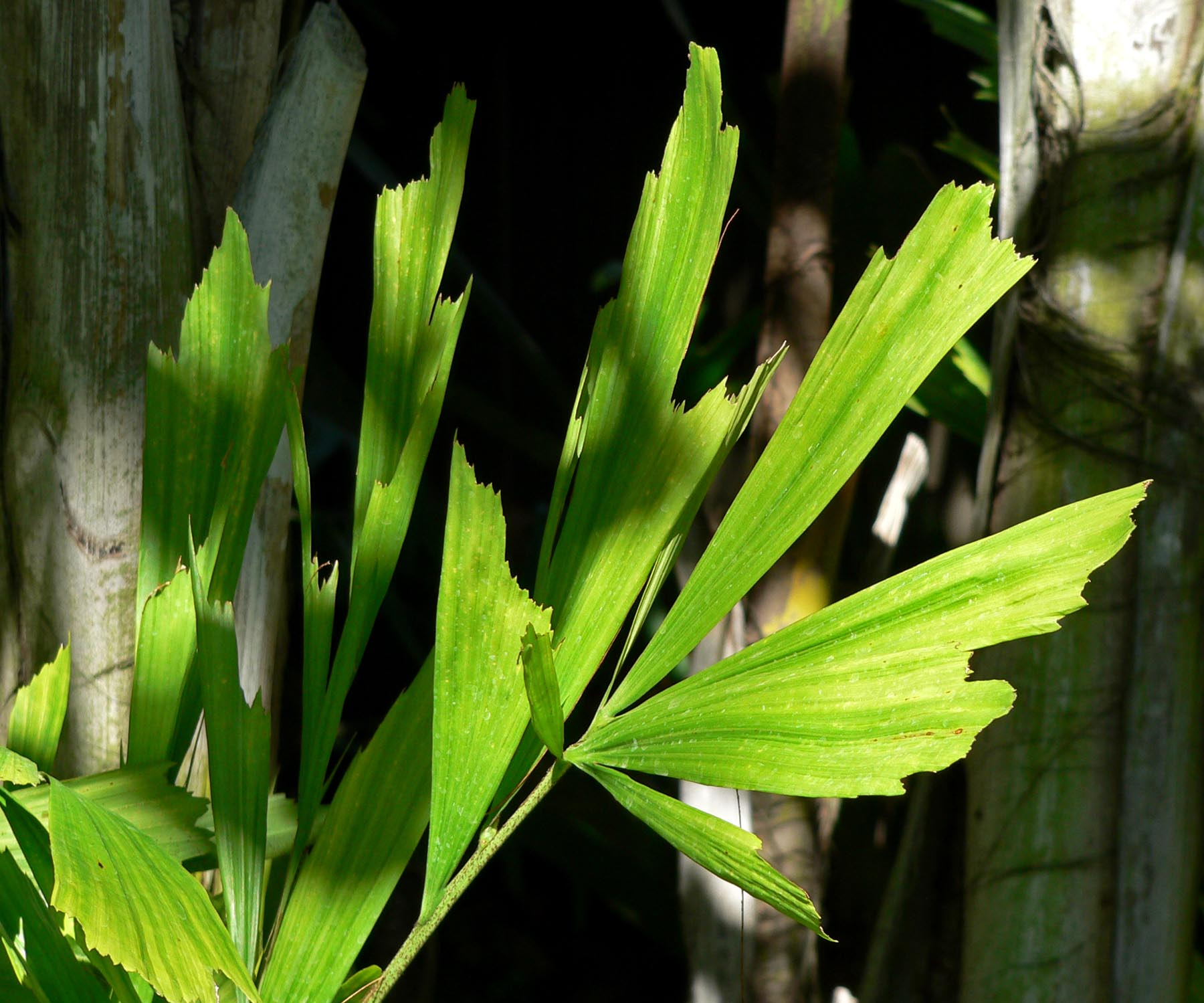
Feuilles de Caryota mitis

- Stipe : le stipe est solitaire, et est de taille moyenne à grande. Il forme généralement des pousses adventives.
- Feuilles : les feuilles sont bipennées. Les pennes sont triangulaires ou cunéiformes, et irrégulièrement dentées sur les bords.
- Inflorescence : la première apparaît entre les bases des feuilles supérieures. La dernière apparaît plus tard, près du sol. Puis, le palmier meurt; c'est une plante Hapaxanthe.
- Fruits : ils sont rouges à marron, de petite taille. Ils contiennent des cristaux d'oxalate irritants pour la peau.

## Classification
- Sous-famille des Coryphoideae
  - Tribu des Caryoteae

Il partage cette tribu avec seulement un autre genre ; Arenga .

## Habitat
Régions tropicales du sous-continent indien, de l'Asie du Sud-Est et de l'Océanie.
Les espèces poussent généralement dans les forêts tropicales humides, dans les régions montagneuses subtropicales, sur les pentes ou crêtes montagneuses.

## Utilisation
Le genre est souvent planté pour sa valeur ornementale.

## Culture
Les espèces sont résistantes et s’adaptent facilement à la culture. Elles nécessitent de la lumière et une bonne humidité.

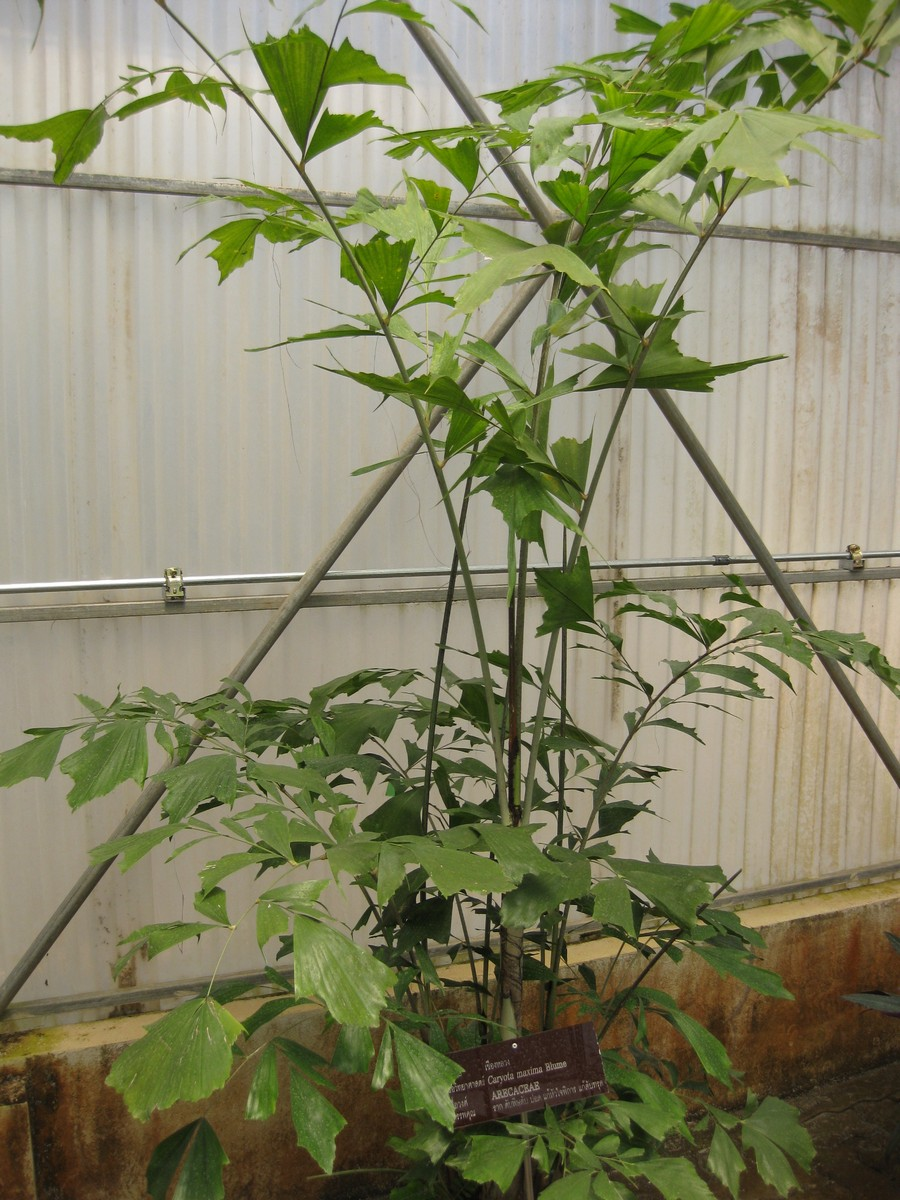
Caryota maxima, Jardin botanique de la reine Sirikit, Thaïlande

## Liste des espèces
- Caryota alberti       F.Muell. ex H.Wendl., Linnaea 39: 221 (1875).
- Caryota angustifolia  Zumaidar & Jeanson, Syst. Bot. 36: 600 (2011).
- Caryota cumingii      Lodd. ex Mart., Hist. Nat. Palm. 3: 315 (1853).
- Caryota kiriwongensi  Hodel, Palms (1999+) 53: 171 (2009).
- Caryota maxima        Blume in C.F.P.von Martius, Hist. Nat. Palm. 3: 195 (1838).
- Caryota mitis         Lour., Fl. Cochinch.: 697 (1790).
- Caryota monostachya   Becc., Webbia 3: 196 (1910).
- Caryota no            Becc., Nuovo Giorn. Bot. Ital. 3: 12 (1871).
- Caryota obtusa        Griff., Calcutta J. Nat. Hist. 5: 480 (1845).
- Caryota ophiopellis   Dowe, Austral. Syst. Bot. 9: 20 (1996).
- Caryota rumphiana     Mart., Hist. Nat. Palm. 3: 195 (1838).
- Caryota sympetala     Gagnep., Notul. Syst. (Paris) 6: 151 (1937).
- Caryota urens         L., Sp. Pl.: 1189 (1753)[3].
- Caryota zebrina       Hambali & al., Palms 44: 171 (2000)  [2]*.

non placé
- Caryota elegans